# Laurel (Montana)
Laurel ist eine Stadt in Yellowstone County und liegt im Bundesstaat Montana in den USA.

## Geographie
Die Stadt befindet sich ca. 20 Kilometer südwestlich von Billings, 120 Kilometer nordöstlich vom Yellowstone-Nationalpark sowie am Yellowstone River und dem Interstate-90-Highway.

## Geschichte
Im Jahre 1806 lagerte Captain William Clark, das Mitglied der berühmten Lewis-und-Clark-Expedition an der Mündung des Clarks Fork in den Yellowstone River nahe der heutigen Stadt Laurel. Diese Stelle wurde zunächst als Gemeinde „Carlton“ bezeichnet und später in „Laurel“ geändert, in Anlehnung an dort vorkommende Lorbeerrosensträucher (englisch: Mountain-laurel shrub).

## Demographie
Im Juli 2009 ergab sich eine Bevölkerungszahl von 6750 Personen, was eine Steigerung gegenüber 2000 von 7,9 % bedeutet.